# Ghost Town (Band)
Ghost Town ist eine 2012 in Los Angeles, Kalifornien gegründete Trancecore-Band, die bei Fueled by Ramen unter Vertrag steht.
Die Gruppe besteht aus Sänger Kevin "Ghost" McCullough, dem Schlagzeuger Manny "MannYtheDrummeR" Dominick und dem Gitarristen Alix "Monster" Koochaki.

## Geschichte
Die Band brachte mit Bare Bones im Jahre 2013 eine EP sowie mit Party in the Graveyard im selben Jahr und The After Party im Jahr 2014 zwei Alben auf dem Markt. Letzteres erreichte Platz 135 in den offiziellen US-Albumcharts.
Ghost Town tourten bereits mit Modern Day Escape, Her Bright Skies jeweils auf der BryanStars Tour, sowie mit One OK Rock, Issues und I Killed the Prom Queen. Dabei spielte die Gruppe in Großbritannien, den USA und Kanada. 2014 spielte die Band erstmals auf dem Slam Dunk Festival und bei mehreren Konzerten der Warped Tour. Auch spielte die Band 2014 bei Rock am Ring und Rock im Park. 2016 tourte Ghost Town mit Simple Plan in Europa.

## Diskografie

### Alben

#### Studio
- 2013: Party in the Graveyard
- 2014: The After Party
- 2015: Evolution

#### EPs
- 2013: Bare Bones

### Singles
- 2012: Game Freak
- 2012: Zombie Girl
- 2012: Ghost in the Machine (featuring Chris Shelley)
- 2012: Monster
- 2014: Trick Or Treat Part 2
- 2015: Spark
- 2015: Mean Kids
- 2015: Loner
- 2015: Out Alive

### Musikvideos
- 2014: You're So Creepy
- 2015: Spark
- 2015: Loner
- 2016: Mean Kids